# Torre del Molino (Torre-Cardela)
La Torre del Molino se ubica en el municipio español de Torre-Cardela, en la provincia de Granada.

## Descripción
Se encuentra situada en la cima del cerro de los Molinos, realizándose su acceso desde el pueblo por un camino peatonal de tierra y piedras en mal estado, de unos 300 m de longitud.
Es una torre atalaya, de época árabe, con forma cilíndrica y planta circular, de 5,35 metros de diámetro. Está construida con mampostería de piedras de tamaño grande y mediano, sin formar hiladas regulares aparentes y con enfoscado exterior, cuyos restos se observan al noreste. La torre está completamente hueca, quedando de ella sólo los muros exteriores. Los muros tienen una altura conservada de 5,5 metros. Parece que la puerta de acceso al interior de la torre debía situarse al suroeste, estando en este punto el muro roto ya que, de encontrarse en otro lugar, a esa altura ya tendría que haber restos de ella.